# 親鸞
親鸞（日语：／ Shinran，1173年5月21日—1263年1月16日）是日本鎌倉時代初期的一位佛教僧侶。「親鸞」一名爲天親、曇鸞各取一字，有時謙稱為愚秃亲鸾，又名範宴、绰空、善信，諡號見真大師。親鸞曾在比叡山修行天台宗，后來投身净土宗，在源空门下学習念佛、他力論，主張絕對他力、惡人正機，建立淨土真宗。在明治維新前，淨土真宗是日本唯一許可僧人可以結婚與肉食的佛教教派。

## 時代背景
- 1052年，日本佛教界盛傳末法時代來臨。

- 1156年，7月9日保元之亂爆發。

- 1159年，12月9日平治之亂爆發。

貴族階級間的鬥爭，造成當時日本政治、經濟與社會之動盪。

## 誕生
- 承安3年（1173年）4月1日，誕生於今日法界寺與日野誕生院附近(京都市伏見區日野)。父親是籐原氏族之分支，日野氏的日野有範母親據傳名為吉光女，並在聖人幼小時逝世。親鸞乳名有「松若磨」、「松若丸」及「十八公麿」。

## 出家
- 治承5年（1181年）9歳的親鸞與叔日野範綱一同於京都青蓮院出家，禮天台宗主持慈圓和尚（日语：慈円）（慈鎮和尚）為師，法號「範宴」。[1]

## 叡山修行
- 慈圓（慈鎮和尚）派親鸞到比叡山延暦寺修行，20年之久。後離開天台宗。

## 六角堂閉關
- 建仁元年（1201年）春天，29歲的親鸞離開比叡山，他繞道至六角堂頂法寺(京都市中京區) 禮拜聖德太子，於此閉關百日。閉關中親鸞在半夢半醒間和聖德太子所化身的救世觀音相見，救世觀音如此對親鸞說：「行者宿報設女犯。我成玉女身被犯。一生之間能莊嚴。臨終引導生極樂」意思就是如果你宿命就是要犯女色戒的話，那我就化身為女性讓你侵犯吧。用這樣的方式莊嚴你的人生，臨終的時候我會引導你到極樂世界去。如果只有守戒不犯女色可以成佛的話，那所謂的佛法不就只是那一小群和尚在獨佔，一般所謂的平民大眾根本就只能一生在六道間輪迴痛苦。面對這樣的矛盾，救世觀音給了親鸞這樣的答案。於是親鸞離開了比叡山，前往師事淨土信仰的高僧法然，投身彌陀淨土信仰。

## 修行淨土
- 親鸞禮當時淨土宗之源空(法然上人)為師，並改法號為 綽空。四年後，法號再次改成 善信。當時法然，因主張唯一修行念佛 (誦唸南無阿彌陀佛)，而受其他佛教宗派排斥。法然寫七箇條制誡辯駁。1205年，奈良興福寺，上奏天皇要求去除法然的僧侶資格。[2]

## 流放
- 1206年，法然的兩徒弟住蓮與安樂二人，私自為兩個宮女剃度。土御門天皇大怒，住蓮與安樂二人被處死。法然與親鸞及其餘徒弟六人，被取消僧侶資格後流放。法然被冠上籐井元彥之俗名後，流放到四國島。親鸞則被冠上俗名籐井善信，流放到越後國 。當時日本規定，處罰僧侶前必須令其還俗，故給予新的俗名。[3][4]

## 結婚與獲赦免
- 於流放期間，親鸞與惠信尼結婚。1211年 (流放后的第五年) 法然等八人罪過被赦免，法然卻在回到京都後2個月逝世。

## 傳教
- 1214年，42嵗的親鸞開始於關東今東京地區宣講阿彌陀佛的淨土思想。並開始有許多追隨者，這是後來淨土真宗教團的起始。

- 親鸞認為惡人也可以往生極樂世界，這導致關東出現「造惡無礙」的信徒，隨心所欲殺生。親鸞同情因為不得已而作壞事的人，但非常反對人故意去作壞事，他說「就算是有解藥，也沒必要喝鴆酒」，親鸞派其子善鸞去關東，宣達親鸞的說法。但善鸞處理不當，還被奸人蠱惑，控訴親鸞得力弟子性信等人，高齡八十四歲的親鸞為了止血，宣佈與善鸞斷絕父子關係。親鸞也因而提出惡人正機說，去糾正關東信徒的問題。[4]

## 圓寂
- 1263年，90歲的親鸞圓寂，後其幼女覺信尼繼續領導淨土真宗發展。

## 外部連結
- 中華民國淨土真宗親鸞會官方網站 （页面存档备份，存于）